# 花巻市立図書館
花巻市立図書館（はなまきしりつとしょかん）は、岩手県花巻市の公共図書館の総称。花巻図書館と3つの分館（大迫、石鳥谷、東和）で構成される。

## 各館

### 花巻図書館
花巻市立花巻図書館（はなまきしりつ はなまきとしょかん）は、花巻市若葉町三丁目にあり、花巻市文化会館に近接している。

### 大迫図書館
花巻市立大迫図書館（はなまきしりつ おおはさまとしょかん）は、花巻市大迫町大迫にある花巻市役所大迫総合支所に併設する。庁舎1階の東半分を占める。延床面積は522平方メートル、蔵書数は約51,000点と4館の中で最小規模であり、また貸出数も約19,500点と最少である（2024年時点）。
前身は1980年（昭和55年）4月に大迫コミュニティセンターの2階に入居する形で開館した「大迫町立図書館」である。1987年（昭和62年）には移動図書館車「たんぽぽ号」を運用開始し、2002年（平成14年）10月には旧早池峰ダム事務所を改築のうえ移転した。その後2006年（平成18年）4月に現名称である「花巻市立大迫図書館」へ改称し、分館となった。2012年（平成24年）8月には大迫総合支所の1階に移転した。
神楽に関する資料を豊富に揃えており、郷土芸能である早池峰神楽の映像資料の閲覧が可能である。また全国各地の神楽をはじめとした伝統芸能に関する資料も置いている。

### 石鳥谷図書館
花巻市立石鳥谷図書館（はなまきしりつ いしどりやとしょかん）は、花巻市石鳥谷町中寺林にあり、道の駅石鳥谷や石鳥谷歴史民俗資料館などが隣接している。

### 東和図書館
花巻市立東和図書館（はなまきしりつ とうわとしょかん）は、花巻市東和町安俵にある。

## 利用時間
- 午前9時から午後6時まで（東和図書館の視聴覚室及び談話室は、午前9時から午後9時まで）
- 休館日：年末年始（12月28日～翌年1月3日）、国民の休日、毎月1日、（さらに石鳥谷図書館と東和図書館は毎週月曜日）